# 165 v. Chr.
Portal Geschichte | Portal Biografien | Aktuelle Ereignisse | Jahreskalender | Tagesartikel

◄ |
3. Jahrhundert v. Chr. |
2. Jahrhundert v. Chr. |
1. Jahrhundert v. Chr. |
►

◄ | 180er v. Chr. | 170er v. Chr. | 160er v. Chr. | 150er v. Chr. |
140er v. Chr. |
►

◄◄ | ◄ | 168 v. Chr. | 167 v. Chr. | 166 v. Chr. | 165 v. Chr. |
164 v. Chr. |
163 v. Chr. |
162 v. Chr. |
► |
►►
Staatsoberhäupter

## Ereignisse
- Der Aufstand der Makkabäer gegen das Reich der Seleukiden beginnt. Der Aufstand ist im Verlauf der weiteren historischen Entwicklung erfolgreich und führt zur Gründung eines autonomen jüdischen Staates unter Führung des Priester- und Fürstengeschlechts der Hasmonäer.

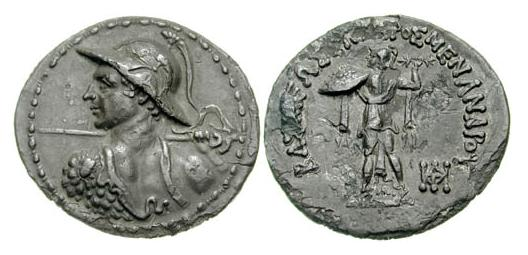
Tetradrachme mit Konferfei Menanders I.

- um 165 v. Chr.: Menandros wird Herrscher des Indo-Griechischen Königreiches.
- um 165 v. Chr.: Nach dem Tod des Phraates I. wird sein Bruder Mithridates I. Herrscher des Partherreichs.

## Gestorben
- um 165 v. Chr.: Phraates I., Herrscher des Partherreichs